# Søren Malling
Søren Dyrberg Malling, född 3 februari 1964 i Kjellerup, är en dansk skådespelare.
Malling utexaminerad från skådespelarskolan vid Odense Teater 1992. Han är bland annat känd från rollen som Jan Meyer i TV-serien Brottet och som Torben Friis i Borgen.
Malling är gift med skådespelaren Petrine Agger som även spelade hans fru i Brottet.

## Filmografi
- 1999 – Mifune
- 2005 – Storm
- 2007 – Den unge Nietzsche
- 2007 – Brottet (TV-serie)
- 2008 – Blå män
- 2010 – Borgen (TV-serie)
- 2012 – A Royal Affair
- 2012 – Wallander: The Dogs of Riga
- 2015 – Idealisten
- 2015 – Krigen
- 2016 – Heartstone
- 2020 – Utredningen (TV-serie)
- 2021 – Drottning Margareta
- 2024 – Grävarna (TV-serie)
- 2025 – Den siste vikingen